# Idaea chinna
Idaea chinna là một loài bướm đêm trong họ Geometridae.